# Università di Cincinnati
L'Università di Cincinnati (University of Cincinnati, abbreviata UC) è un'università pubblica statunitense con sede a Cincinnati, nello stato dell'Ohio. Fondata nel 1819, è uno dei più antichi istituti di istruzione superiore dello stato e conta oggi oltre quarantasettemila studenti iscritti. È conosciuta per l'innovazione nei programmi accademici, la ricerca interdisciplinare e l'architettura moderna del suo campus urbano.

## Storia
L'Università fu fondata nel 1819 come Medical College of Ohio, e successivamente divenne Cincinnati College. Dopo diverse fusioni e cambiamenti, nel 1870 prese il nome attuale. Originariamente finanziata dalla città, divenne un'università statale nel 1977, entrando a far parte dell'Ohio University System.
Negli anni ha introdotto programmi pionieristici, tra cui il primo programma di cooperative education (alternanza studio-lavoro), ideato da Herman Schneider nel 1906, oggi replicato in numerose università nel mondo.

## Campus
Situato nel cuore urbano di Cincinnati, il campus principale della UC è noto per il suo design architettonico innovativo. Negli ultimi decenni è stato oggetto di importanti interventi di ristrutturazione con il contributo di architetti di fama internazionale come Frank Gehry, Michael Graves e Zaha Hadid.
Tra gli edifici più emblematici figurano:
- DAAP Complex (Design, Architecture, Art, and Planning);
- Tangeman University Center;
- Lindner College of Business;
- Nippert Stadium.

Nonostante la sua collocazione urbana, il campus dispone di ampi spazi verdi e strutture sportive moderne.

## Accademici
L’Università di Cincinnati offre oltre 400 programmi accademici attraverso 14 college. Tra i più rinomati figurano:
- College of Engineering and Applied Science
- College-Conservatory of Music (CCM), tra i migliori conservatori pubblici degli USA
- College of Design, Architecture, Art, and Planning (DAAP), molto apprezzato a livello internazionale
- College of Medicine, affiliato al Cincinnati Children's Hospital Medical Center

UC è considerata un'università di R1 Research (Very High Research Activity) secondo la Carnegie Classification.

## Ricerca
UC è uno dei principali centri di ricerca pubblici degli Stati Uniti. Ogni anno riceve oltre 500 milioni di dollari in finanziamenti per la ricerca. I settori di eccellenza includono:
- Medicina e scienze della salute
- Ingegneria aerospaziale
- Intelligenza artificiale e informatica
- Neuroscienze

È inoltre affiliata al prestigioso Cincinnati Children's Hospital, tra i migliori ospedali pediatrici del paese.

## Vita studentesca
L'università ospita oltre 500 organizzazioni studentesche, tra cui gruppi culturali, religiosi, artistici e sportivi. La vita studentesca è arricchita da residenze universitarie, biblioteche moderne, spazi per eventi e programmi di supporto per studenti internazionali.

## Internazionalizzazione
UC promuove attivamente programmi di scambio internazionale e accoglie ogni anno migliaia di studenti provenienti da tutto il mondo. Collabora con istituzioni accademiche in Europa, Asia e America Latina, e offre doppi titoli e programmi di studio all'estero.

## Sport
L'Università è rappresentata dai Cincinnati Bearcats, che competono nella NCAA Division I. Dal 2023 fanno parte della Big 12 Conference, dopo una lunga militanza nell'American Athletic Conference.
Le principali strutture sportive includono:
- Nippert Stadium (football americano)
- Fifth Third Arena (basket e pallavolo)

### Pallacanestro
Il programma di pallacanestro maschile è tra i più storici a livello nazionale, con:
- Due titoli NCAA consecutivi vinti nel 1961 e 1962
- Cinque apparizioni consecutive alle Final Four (1959–1963)
- Un ritorno alle Final Four nel 1992

## Alunni famosi
Tra gli ex studenti e docenti più noti figurano:
- Neil Armstrong, astronauta e primo uomo sulla Luna
- Sandy Koufax, leggenda del baseball
- Urban Meyer, allenatore di football
- Theda Bara, attrice del cinema muto
- William Howard Taft, 27º presidente degli Stati Uniti (in gioventù docente associato di diritto)